# 30è Festival Internacional de Cinema de Canes
El 30è Festival Internacional de Cinema de Canes es va dur a terme del 13 al 27 de maig de 1977. La Palma d'Or fou atorgada a Padre Padrone dels germans Taviani. En 1977 es va introduir una nova secció no competitiva, "Le Passé composé", enfocada a compilacions. Aquesta secció, juntament amb les d'anys anteriors "Les Yeux fertiles" i "L'Air du temps", foren integrades a Un Certain Regard en 1978.
El festival va obrir amb La stanza del vescovo, dirigida per Dino Risi i va tancar amb Slap Shot, dirigida per George Roy Hill.

## Jurat
Les següents persones foren nomenades per formar part del jurat en l'edició de 1977:
Pel·lícules
- Roberto Rossellini (Itàlia) President
- N'Sougan Agblemagnon (autor)
- Anatole Dauman (França)
- Jacques Demy (França)
- Carlos Fuentes (Mèxic)
- Benoîte Groult (França)
- Pauline Kael (EUA) (periodista)
- Marthe Keller (Suïssa)
- Iuri Ozerov (URSS)

## Selecció oficial

### En competició – pel·lícules
Les següents pel·lícules competiren per la Palma d'Or:
- 3 Women de Robert Altman
- Der Amerikanische Freund de Wim Wenders
- Un borghese piccolo piccolo de Mario Monicelli
- Kičma de Vlatko Gilic
- Bang! de Jan Troell
- Black Joy d'Anthony Simmons
- Bound for Glory de Hal Ashby
- Budapesti mesék d'István Szabó
- Car Wash de Michael Schultz
- The Duellists de Ridley Scott
- Elisa, vida mía de Carlos Saura
- Gruppenbild mit Dame d'Aleksandar Petrović
- Oi kynigoi de Theodoros Angelopoulos
- Ifigéneia de Michael Cacoyannis
- J.A. Martin Photographer de Jean Beaudin
- La dentellière de Claude Goretta
- Le camion de Marguerite Duras
- Padre Padrone dels germans Taviani
- Un taxi mauve d'Yves Boisset
- La Communion solennelle de René Féret
- Una giornata particolare d'Ettore Scola
- Le Vieux pays où Rimbaud est mort de Jean Pierre Lefebvre
- Podranki de Nikolai Gubenko

### Pel·lícules fora de competició
Les següents pel·lícules foren seleccionades per ser projectades fora de competició:
- Aïda de Pierre Jourdan
- All This and World War II de Susan Winslow (Estats Units)
- Beethoven - Tage aus einem Leben de Horst Seemann (RFA)
- La Bible de Marcel Carné (França) (documental)
- La stanza del vescovo de Dino Risi (Itàlia, França)
- Black Shadows On a Silver Screen de Ray Hubbard (Estats Units)
- Bogart de Marshall Flaum (Estats Units)
- Camelamos Naquerar (curt) de Miguel Alcobendas (Espanya)
- Carrara de Christian Paureilhe (França)
- Catherine de Paul Seban (França)
- The Children of Theatre Street (doc.) de Robert Dornhelm (Estats Units)
- Cine Folies (documental) de Philippe Collin (França)
- Un Cuore Semplice de Giorgio Ferrara (Itàlia)
- Queridísimos verdugos de Basilio M. Patino (Espanya)
- Des femmes et des nanas de Jean Pierre Marchand (França)
- Il gabbiano de Marco Bellocchio (Itàlia)
- Ha-Gan de Victor Nord (Israel)
- Harlan County, USA (doc.) de Barbara Kopple (Estats Units)
- Heinrich Von Kleist de Helma Sanders-Brahms (RFA)
- Les Lieux d'une fugue de Georges Perec (França) (curt)
- Life Goes to the Movies (doc.) de Mel Stuart (Estats Units)
- Mais qu'est ce qu'elles veulent? (doc.) de Coline Serreau
- Meanwhile Back at the Ranch de Richard Patterson (Estats Units)
- Moi Tintin (doc.) de Gérard Valet, Henri Roanne (França, Bèlgica)
- Mozart - Aufzeichnungen Einer Jugend de Klaus Kirschner (RFA)
- El mundo de Pau Casals de Jean Baptiste Bellsolell (Espanya)
- The Naked Civil Servant de Jack Gold (U.K.)
- News from Home de Chantal Akerman (França)
- One Man de Robin Spry (Canadà)
- Paradistorg de Gunnel Lindblom (Suècia)
- The Passionate Industry (doc.) de Joan Long (Austràlia)
- The Pictures That Moved (doc.) de Paul Andersen (Austràlia)
- Le Portrait de Dorian Gray de Pierre Boutron (França)
- Pumping Iron (doc.) de George Butler, Robert Fiore (Estats Units)
- Le ragioni del successo de Luca Verdone (Itàlia)
- Raoni (doc.) de Jean-Pierre Dutilleux (França, Bèlgica, Brasil)
- Rhinoceros (pel·lícula) de Tom O'Horgan (Estats Units, U.K., Canadà)
- Le Roi Pelé (doc.) de François Reichenbach (França)
- San Gottardo de Villi Hermann (Suïssa)
- Scott Joplin (pel·lícula) de Jeremy Paul Kagan (Estats Units)
- Slap Shot de George Roy Hill (Estats Units)
- That's Action de G. David Schine (Estats Units) (documental)
- Torre Bela de Thomas Harlan (Itàlia - Portugal)
- An Unfinished Piece for Mechanical Piano de Nikita Mikhalkov (URSS)
- La vie au ralenti de Jean-Christophe Rose (França)

### Curtmetratges en competició
Els següents curtmetratges competien per Palma d'Or al millor curtmetratge:
- Arte tairona de Francisco Norden
- Di Cavalcanti de Glauber Rocha
- Envisage de Peter Foldes
- Küzdök de Marcell Jankovics
- Mao par lui-même de René Viénet
- Rumble de Jules Engel
- Stille Post d'Ivan Steiger

## Seccions paral·leles

### Setmana Internacional dels Crítics
Els següents llargmetratges van ser seleccionats per ser projectats per a la setzena Setmana de la Crítica (16e Semaine de la Critique):
- Ben et Benedict de Paula Delsol (França)
- Caminandos pasos… Caminando de Federico Weingartshofer (Mèxic)
- Ethnocide de Paul Leduc (Canadà - Mèxic)
- Liebe dans leben de Lutz Eisholz (RFA)
- Le Meurtrier de la jeunesse de Kazuhizo Hasegawa (Japó)
- Omar Gatlato de Merzak Allouache (Algeria)
- Vingt jours sans guerre de Alexei Guerman (URSS)

### Quinzena dels directors
Les següents pel·lícules foren exhibides en la Quinzena dels directors de 1977 (Quinzaine des Réalizateurs):
- 25 de Jose Celso Correa, Celso Luccas (Moçambic)
- Aftenlandet de Peter Watkins (Dinamarca)
- Ceddo d'Ousmane Sembene (Senegal)
- Les enfants du placard de Benoît Jacquot (França)
- Le diable probablement de Robert Bresson (França)
- Erasmus Montanus Eller Jorden er flad de Henrik Stangerup (Dinamarca)
- Fuera de Aqui! de Jorge A. Sanjines (Equador)
- Gizmo! de Howard Smith (Estats Units)
- La Historia Me Absolvera de Gaetano Pagano (Suècia)
- Soleil des hyènes de Ridha Béhi (Països Baixos - Tunísia)
- Les indiens sont encore loin de Patricia Moraz (França - Suïssa)
- Nou mesos de Márta Mészáros (Hongria)
- Continuar a Viver (doc.) d'António da Cunha Telles (Portugal)
- La muerte de Sebastián Arache y su pobre entierro de Nicolas Sarquis (Argentina)
- Långt borta och nära de Marianne Ahrne (Suècia)
- Nós por cá Todos Bem de Fernando Lopes (Portugal)
- Ors Zein de Khaled Siddik (Kuwait - Sudan)
- Chinois, encore un effort pour être révolutionnaires (doc.) de René Vienet (França)
- Prata Palomares d'André Faria (Brasil)
- Why Shoot the Teacher? de Silvio Narizzano (Canadà)
- Stunde Null d'Edgar Reitz (RFA)

Curtmetratges
- Claude Chauvy, l'art du tournage en bois de Jean-Pierre Bonneau (França)
- Eggs de John Hubley (Estats Units)
- Hors-jeu de Georges Schwisgebel (Suïssa)
- Nyhtes de Georges Katakouzinos (Grècia)
- Sauf dimanches et fêtes de François Ode (França)
- Windy Day de John Hubley, Faith Hubley (Estats Units)

## Premis

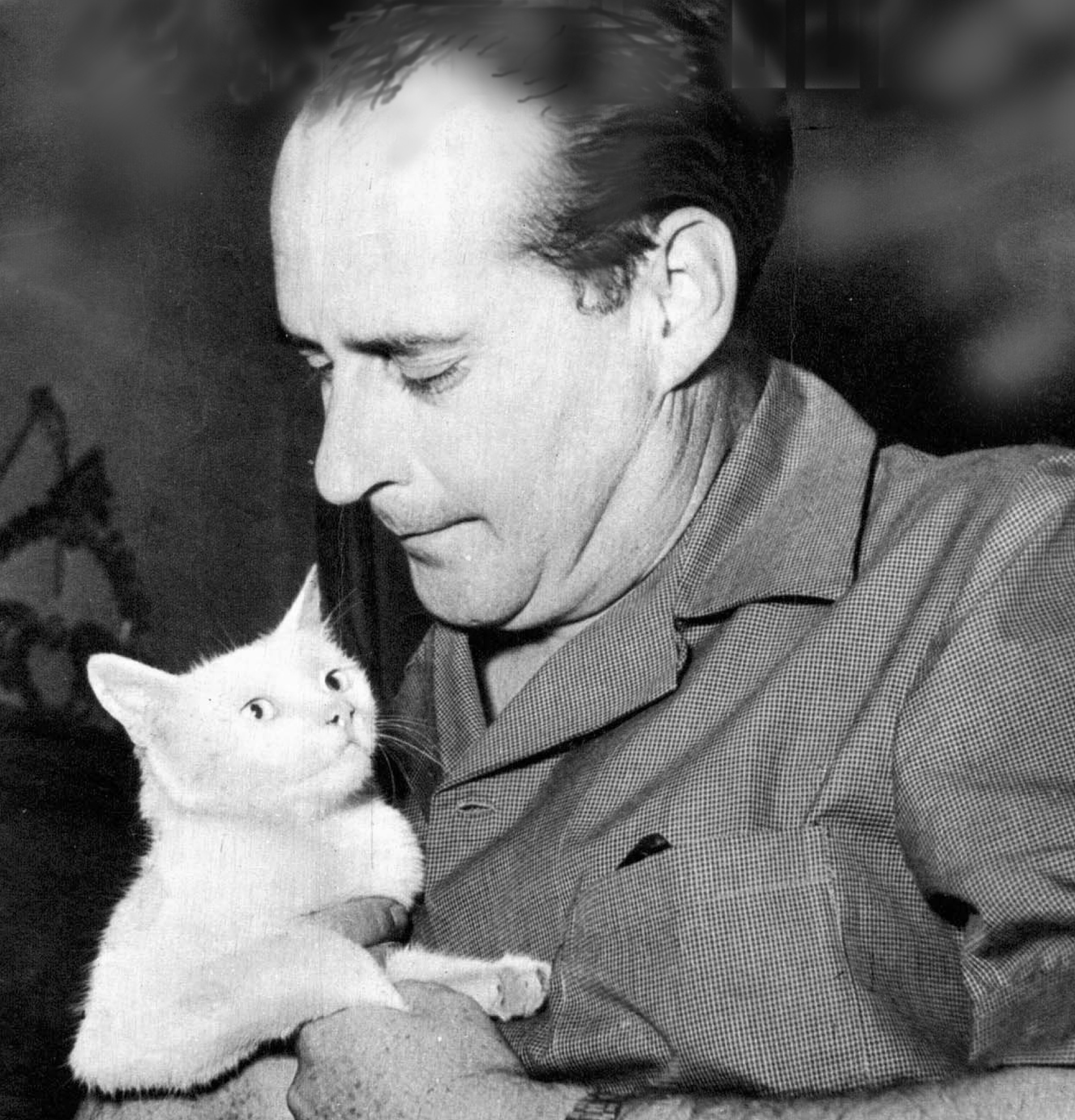
Roberto Rossellini, president del jurat

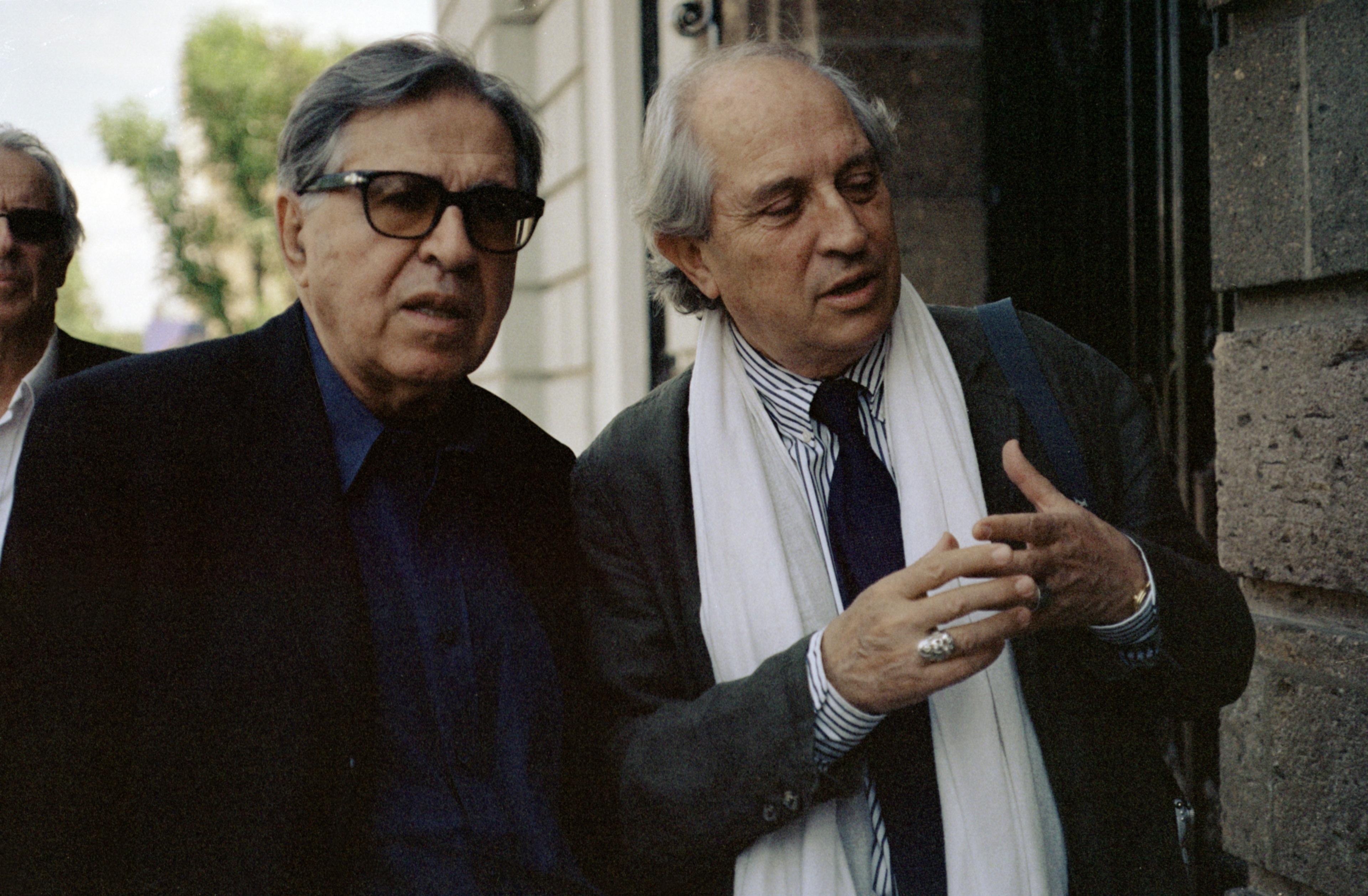
Paolo Taviani amb Vittorio Storaro

### Premis oficials
Els guardonats en les seccions oficials de 1977 foren:
- Palma d'Or: Padre Padrone de Paolo and Vittorio Taviani
- Millor actriu: 
  - Shelley Duvall per 3 Women
  - Monique Mercure per J.A. Martin photographe
- Millor actor: Fernando Rey per Elisa, vida mía
- Millor primer treball: The Duellists de Ridley Scott (Unanimitat)
- Millor música: Norman Whitfield per Car Wash

'Curtmetratges
- Palma d'Or al millor curtmetratge: Küzdök de Marcell Jankovics
- Premi del jurat: Di Cavalcanti de Glauber Rocha

### Premis independents
FIPRESCI
- Premi FIPRESCI:
  - Padre Padrone de germans Taviani (En competició)
  - Nou mesos de Márta Mészáros (Quinzena dels Directors)

Commission Supérieure Technique
- Gran Premi Tècnic: Car Wash de Michael Schultz

Jurat Ecumènic
- Premi del Jurat Ecumènic:
  - La dentellière de Claude Goretta[14]
  - J.A. Martin photographe de Jean Beaudin[15]

## Mèdia
- INA: Apertura del festival de 1977 (francès)
- INA: Valoració del festival de Cannes de 1977 (entrevista a France Roche en francès)
- INA: Reaccions dels crítics (francès)